# Sympycnus edwardsi
Sympycnus edwardsi är en tvåvingeart som beskrevs av Octave Parent 1933. Sympycnus edwardsi ingår i släktet Sympycnus och familjen styltflugor. Inga underarter finns listade i Catalogue of Life.